# 3006 Лівадія
3006 Лівадія (3006 Livadia) — астероїд головного поясу, відкритий 24 вересня 1979 року.
Тіссеранів параметр щодо Юпітера — 3,480.